# Arctogeron
Arctogeron é um género botânico pertencente à família Asteraceae.